# 고환염

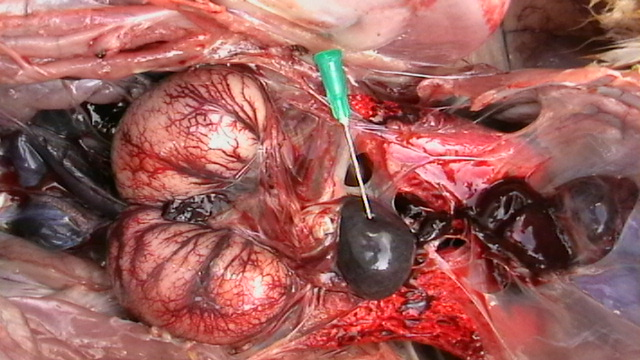

고환염(Orchitis)은 고환에 일어난 염증이 일어난 상태이다. 또한 부고환염에서와 같이 부고환, 특히 부고환의 부기, 통증 및 빈번한 감염을 포함할 수 있다.

## 징후 및 증상
고환염의 증상은 고환꼬임의 증상과 유사하다. 여기에는 다음이 포함될 수 있다. 
- 혈정액
- 혈뇨
- 심한 통증
- 고환의 부기

## 원인
고환염은 클라미디아 감염증 및 임질에 의해 유발되어 발생할 수도 있다. 브루셀라증에 감염된 남성의 경우에도 보고되었다. 고환염은 볼거리, 특히 사춘기 소년에서 볼 수 있다. 
허혈성 고환염은 사타구니 탈장 중 정자의 혈관 손상으로 인해 발생할 수 있으며 최악의 경우 고환 위축으로 이어질 수 있다.

## 진단
- 혈액 : ESR 높음
- 소변 : 배양 및 민감도 테스트
- 초음파 스캐닝

## 치료
고환염이 부고환염에 의해 유발되는 대부분의 경우 치료는 감염이 사라질 때까지 세팔렉신 또는 시프로플록사신과 같은 경구 항생제를 투여한다. 두 가지 원인 모두에서 나프록센이나 이부프로펜과 같은 비스테로이드성 항염증제를 사용하여 통증을 완화하는 것이 좋다. 때때로 아편류 범주의 더 강력한 진통제가 필요하며 경험 많은 응급실 의사가 자주 처방한다. 

## 다른 동물들
고환염은 황소와 숫양에서도 자주 나타난다. 수탉도 잘 발병한다고 밝혀졌다.